# Sun Prairie (Wisconsin)
Sun Prairie é uma cidade localizada no estado norte-americano de Wisconsin, no Condado de Dane.

## Demografia
Segundo o censo norte-americano de 2000, a sua população era de 20.369 habitantes.
Em 2006, foi estimada uma população de 26.429, um aumento de 6060 (29.8%).

## Geografia
De acordo com o United States Census Bureau tem uma área de
24,7 km², dos quais 24,7 km² cobertos por terra e 0,0 km² cobertos por água. Sun Prairie localiza-se a aproximadamente 284 m acima do nível do mar.

## Localidades na vizinhança
O diagrama seguinte representa as localidades num raio de 16 km ao redor de Sun Prairie.